# Passalora cnidoscolicola
Passalora cnidoscolicola är en svampart som beskrevs av U. Braun & F.O. Freire 2004. Passalora cnidoscolicola ingår i släktet Passalora och familjen Mycosphaerellaceae.   Inga underarter finns listade i Catalogue of Life.